# Wyrocznie chaldejskie
Wyrocznie chaldejskie – powstały w II wieku, niezachowany do czasów współczesnych, zbiór wierszowanych utworów o charakterze religijno-mistycznym.
Autorstwo Wyroczni chaldejskich przypisywano żyjącym za czasów Marka Aureliusza bliżej nieznanym Julianowi Chaldejczykowi i jego synowi Julianowi Teurgowi. Zawierały one metafizyczne nauki wypływające z neopitagorejskiej interpretacji filozofii Platona. 
Wyrocznie chaldejskie cieszyły się dużą popularnością wśród neoplatoników, którzy traktowali je niekiedy wręcz jako księgi święte.